# Annerveenschekanaal
Annerveenschekanaal est un village néerlandais situé dans la commune d'Aa en Hunze, à environ 18 km à l'est d'Assen. Le 1er janvier 2007, le village comptait 431 habitants.

## Géographie
Annerveenschekanaal est situé entre Eexterveenschekanaal et Kiel-Windeweer, le long du Grevelingskanaal, dans le nord-est de la province de Drenthe, à la limite avec la province de Groningue. C'est un village-rue, le long d'un canal.

## Histoire
Le village a été fondé comme Annerveensche Compagnie vers 1770, lorsque quelques propriétaires de tourbières décidaient de fonder une compagnie pour exploiter la tourbe sèche et défricher les terres gagnées sur le marais. Le propriétaire Lambertus Grevelink fit creuser un canal au sud du Kielsterdiep, qui prit son nom.
À la fin du XIXe siècle, le canal faisait partie d'un important itinéraire de transport et la vie économique du village tournait autour de la navigation sur le canal. De nos jours, plus rien ne subsiste de ce passé actif. Cependant, le village, avec son canal calme, ses petits ponts, ses rangées d'arbres des deux côtés du canal, offre une vue pittoresque d'un village de défrichement caractéristique pour cette région de Drenthe et Groningue.

## Démographie
| 1840 | 1860 | 2007 |
| ---- | ---- | ---- |
| 340  | 550  | 431  |

### Sources
- (nl) Cet article est partiellement ou en totalité issu de l’article de Wikipédia en néerlandais intitulé « Annerveenschekanaal » (voir la liste des auteurs).
- (nl) Hoven, Frank van den, De Topografische Gids van Nederland, 1997, Éd. Filatop, Amersfoort.